# Hahnia spasskyi
Hahnia spasskyi är en spindelart som beskrevs av Denis 1958. Hahnia spasskyi ingår i släktet Hahnia och familjen panflöjtsspindlar.
Artens utbredningsområde är Afghanistan. Inga underarter finns listade i Catalogue of Life.